# 2-クマル酸レダクターゼ
2-クマル酸レダクターゼ（2-coumarate reductase）は、フェニルアラニン代謝酵素の一つで、次の化学反応を触媒する酸化還元酵素である。
メリロト酸 + NAD+ {\displaystyle \rightleftharpoons } 2-クマル酸 + NADH + H+
反応式の通り、この酵素の基質はメリロト酸とNAD+、生成物は2-クマル酸とNADHとH+である。
組織名は3-(2-hydroxyphenyl)propanoate:NAD+ oxidoreductaseで、別名にはmelilotate dehydrogenaseがある。